# Shishmaref
Shishmaref é uma cidade localizada no estado americano de Alasca, no Distrito de Nome.

## Demografia
Segundo o censo americano de 2000, a sua população era de 562 habitantes.
Em 2006, foi estimada uma população de 562, um aumento de 0 (0.0%).

## Geografia
De acordo com o United States Census Bureau, a localidade tem uma área de 18,8 km², dos quais 7,2 km² cobertos por terra e 11,6 km² cobertos por água.

## Localidades na vizinhança
O diagrama seguinte representa as localidades num raio de 120 km ao redor de Shishmaref.

## Aquecimento global
A comunidade insular de Shishmaref em agosto de 2016 votou em referendo a mudança para uma localização continental devido aos efeitos das alterações climáticas na ilha.
Dos cerca de 560 habitantes da ilha, votaram 170, dos quais 89 votaram a favor da mudança e 79 contra, informou hoje a imprensa local.
Shishmaref fica situada numa ilha de quase cinco quilómetros de comprimento e cerca de 400 metros de largura, mas a subida do nível da água já obrigou à reinstalação de 13 casas.